# Campionato brasiliano di calcio
Il campionato brasiliano di calcio è un insieme di tornei nazionali istituiti dalla Confederação Brasileira de Futebol (CBF). I campionati sono suddivisi e organizzati in 4 livelli.
Il campionato brasiliano si gioca nell'anno solare, da maggio a dicembre.

## Storia
La prima edizione del campionato brasiliano di calcio si svolse nel 1971, anche se in precedenza vennero organizzati il Torneo Roberto Gomes Pedrosa e la Taça Brasil per scegliere le squadre che avrebbero rappresentato il Brasile nelle competizioni organizzate dalla CONMEBOL.
Inizialmente vennero disputati due tornei, uno di prima e uno di seconda divisione, ma dal 1973, dato che le squadre partecipanti venivano designate tramite invito dalla CBD, fu giocato un unico campionato.
Nel 1980 il campionato fu riorganizzato e le squadre furono portate da 96 a 40, formando un secondo livello (Taça de Prata) che consentiva ad alcune squadre di accedere all'edizione della massima serie in corso.
Nel 1988 la CBF introdusse un sistema di promozione e retrocessione e anche un terzo livello, che tuttavia non fu sempre presente in quanto in alcuni anni vi era solo un secondo livello formato da molti partecipanti, in altri due livelli con meno squadre.
Nel 1996 la CBF riorganizzò nuovamente i campionati: alla prima divisione furono ammesse 32 squadre mentre tutte le altre disputarono dei tornei per determinare la formazione di una prima serie a 24 squadre, una seconda e terza nel 1994.
Negli anni seguenti il numero di componenti dei tre livelli cambiò ripetutamente fino al 2006, quando la CBF decise che alla Série A e alla Série B avrebbero partecipato 20 squadre mentre alla Série C 64 squadre.
Nel 2009 è stato introdotto un quarto livello, la Série D, composta da 40 squadre indicate dalla varie federazioni statali, portando a 20 il numero di partecipanti della Série C, come per la A e la B.

## I campionati

### Série A
Le prime quattro classificate in Série A accedono alla Coppa Libertadores: le prime tre accedono direttamente alla competizione insieme alla vincitrice della Coppa del Brasile, la quarta disputa i preliminari. Le squadre dalla quinta alla dodicesima classificata accedono invece alla Coppa Sudamericana. Se tra di esse vi è la vincitrice della coppa nazionale alla Coppa Sudamericana accede la tredicesima in classifica. Le ultime quattro classificate retrocedono in Série B.

### Série B
Il formato prevede la promozione delle prime quattro classificate alla Série A, mentre le ultime quattro retrocedono nella Série C.

### Série C
Il formato prevede la promozione delle prime quattro classificate alla Série B e dal 2009, con l'avvento della Série D, la retrocessione delle ultime 4 in Série D.

### Série D
La prima edizione della Série D si è disputata nel 2009. Il formato prevede la promozione delle prime quattro classificate alla Série C. Non sono previste retrocessioni essendo l'ultima serie del campionato brasiliano. Le squadre partecipanti sono determinate dai risultati dei campionati statali.

### Campionati statali
Oltre al campionato nazionale, ogni stato brasiliano organizza il proprio campionato che in alcuni casi serve anche a qualificare alcune squadre alla Série D.

## Struttura dei campionati della CBF
| Livello | Serie                                    |
| ------- | ---------------------------------------- |
| 1       | Campeonato Brasileiro Série A 20 squadre |
| 2       | Campeonato Brasileiro Série B 20 squadre |
| 3       | Campeonato Brasileiro Série C 20 squadre |
| 4       | Campeonato Brasileiro Série D 68 squadre |